# SIF2 Moldova
Societatea de Invesțitii Financiare Moldova S.A - prescurtat: SIF Moldova (SIF2) este una dintre cele cinci societăți de investiții financiare listate la Bursa de Valori București. Având sediul la Bacău, SIF Moldova deține în activ numeroase pachete de acțiuni la societăți bancare (Banca Comercială Română, Banca Română pentru Dezvoltare etc.), dar și la companii din alte sectoare economice (industria chimică, industria farmaceutică și altele).
Societatea este succesoarea Fondului Proprietății Private (FPP) II „Moldova”, reorganizat în anul 1996.
Capitalizarea bursieră a societății era de 319,1 milioane Euro în iunie 2008.

## Controverse
Fostul președinte al FPP Moldova, Corneliu Iacubov, și-a îmbogățit prietenii prin credite preferențiale girând împrumuturi pentru diverse societăți, cu banii milioanelor de cuponari de la FPP Moldova, împrumuturi care n-au mai fost restituite către Bancorex și Bankcoop.